# ساواس مورگوس
ساواس مورگوس (انگلیسی: Savvas Mourgos؛ زادهٔ ۱۶ مارس ۱۹۹۸) بازیکن فوتبال است.
وی همچنین در تیم ملی فوتبال زیر ۱۷ سال یونان بازی کرده‌است.